# Decentrale opwekking

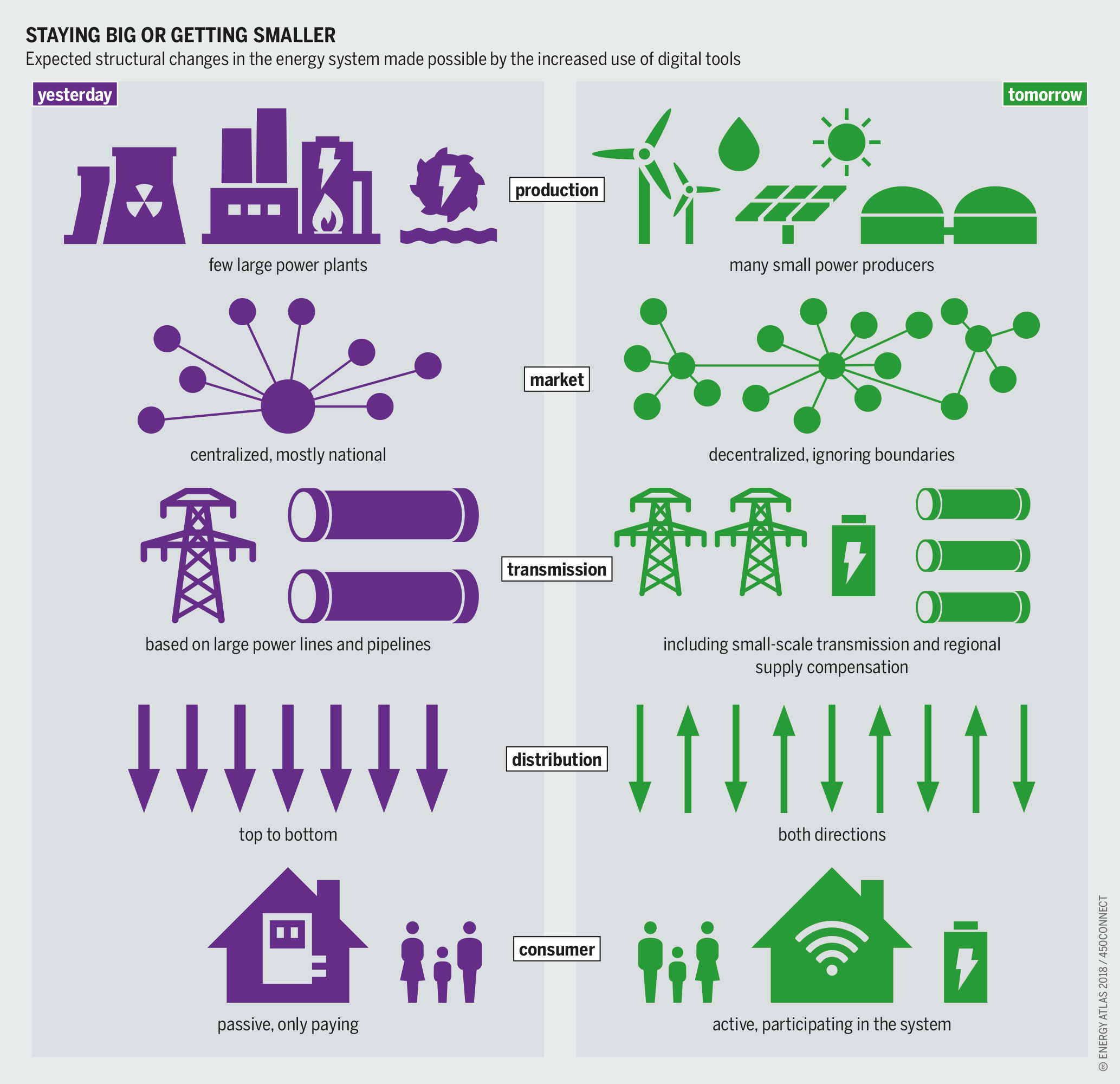
Centrale opwekking (links) vs decentrale opwekking (rechts).

Decentrale opwekking is het verspreid opwekken van energie in de vorm van elektriciteit of warmte.
Grote elektriciteitscentrales produceren veel elektriciteit op een locatie. Om de stroom te transporteren naar de afnemers is een net van hoogspanningskabels noodzakelijk en tijdens het transport gaat energie verloren.
Bij decentrale opwekking wordt de elektriciteit opgewekt bij de afnemer. Doordat de elektriciteit dicht bij de verbruiker wordt opgewekt, vindt er minder transportverlies plaats. De productie vindt plaats op een veel kleinere schaal dan bij elektriciteitscentrales. Voorbeelden van decentrale opwekking zijn te vinden bij de chemische industrie waarbij als brandstof vaak restproducten worden gebruikt. Bij de productie van staal komt hoogovengas vrij dat eveneens is te gebruiken als brandstof. Verder staan in Nederland veel installaties bij de (glas)tuinbouw, zij hebben behoefte aan warmte voor de verwarming van de kassen, koolstofdioxide voor de groei van de planten en elektriciteit voor hun eigen bedrijfsprocessen. Overschotten aan elektriciteit kunnen vaak terug het lichtnet op worden gestuurd.
Hiernaast zijn er ook decentrale opwekkingsystemen die hernieuwbare energiebronnen gebruiken, zoals zonneboilers, zonnepanelen, windturbines, biomassa, aardwarmte en kleinschalige waterkracht. Andere vormen van decentrale opwekking maken gebruik van micro-warmtekrachtkoppeling (HRe ketels) en vergistingsinstallaties bij boerenbedrijven. Ook decentrale opslag van energie wordt vaak tot een decentraal opwekkingssysteem gerekend.
Decentrale opwekking is economisch interessant wanneer er sprake is van netpariteit, dat wil zeggen wanneer de kostprijs voor decentrale opwekking even hoog is als bij stroomafname uit het stroomnet. In Nederland wordt dankzij de salderingsregeling deze netpariteit sinds 2012 behaald voor zonnepanelen.
Het in Nederland opgestelde elektrisch vermogen steeg van 1998 tot en met 2013 met 58% van 20 gigawatt (GW) tot 31,5 GW. Het centrale installatiepark groeide in die periode met 43%, maar het decentrale park tweemaal zo snel met 93%. Deze groei werd vooral veroorzaakt door een sterke groei van gasmotoren in de glastuinbouw en de plaatsing van windturbines. In de glastuinbouw verdrievoudigde het opgestelde vermogen van 0,9 GW in 1998 tot 3,0 GW in 2013. Het aandeel van de decentrale productie is gestegen van zo'n 10% in de tweede helft van de jaren zeventig naar bijna 40% in 2013. In 2013 produceerde de decentrale installatie in totaal 37,9 miljard kWh, waarvan de helft afkomstig was uit de sectoren land- en tuinbouw en de chemie.